# Jacques Morier-Genoud
Jacques Morier-Genoud (* 3. Oktober 1934 in Château-d’Oex, heimatberechtigt in Château-d’Œx) ist ein Schweizer Politiker (SP).
Morier-Genoud studierte Rechtswissenschaften und lizenzierte erfolgreich im Jahr 1956 und erhielt 1958 das Doktorat in vergleichendem Recht. 1960 erhielt er das Anwaltspatent in Lausanne. Ab 1963 war er als Mitarbeiter bei der unabhängigen Westschweizer Wochenzeitung "Domaine public" engagiert.
1965 wurde er in den Gemeinderat von Lausanne gewählt und hatte dort bis 1969 Einsitz. Von 1966 bis 1975 war er im Grossen Rat des Kantons Waadt, ehe er 1975 für denselben Kanton in den Ständerat gewählt wurde, wo er bis 1979 Einsitz hatte. Im Ständerat setzte er sich vor allem mit der Landwirtschaft, der Landesverteidigung, der Raumplanung und dem Transportwesens auseinander.
Ferner präsidierte Morier-Genoud 1965 die Neue Helvetische Gesellschaft, war von 1976 bis 1994 Verwalter der Wohnbaugenossenschaft Lausanne und war von 1985 bis 1995 Präsident der Schweizerischen Bunds für Naturschutz.